# 福圖納冰川

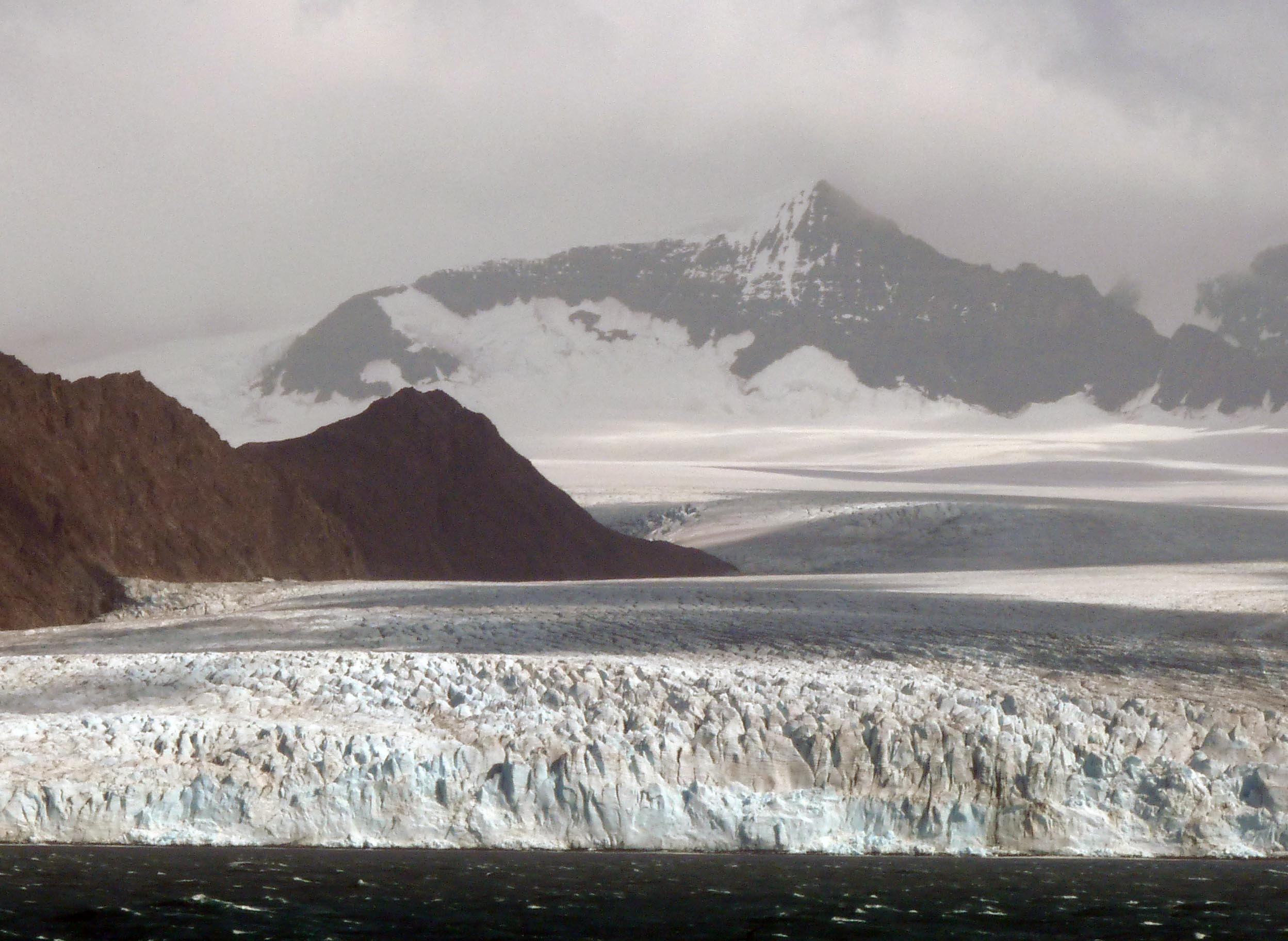

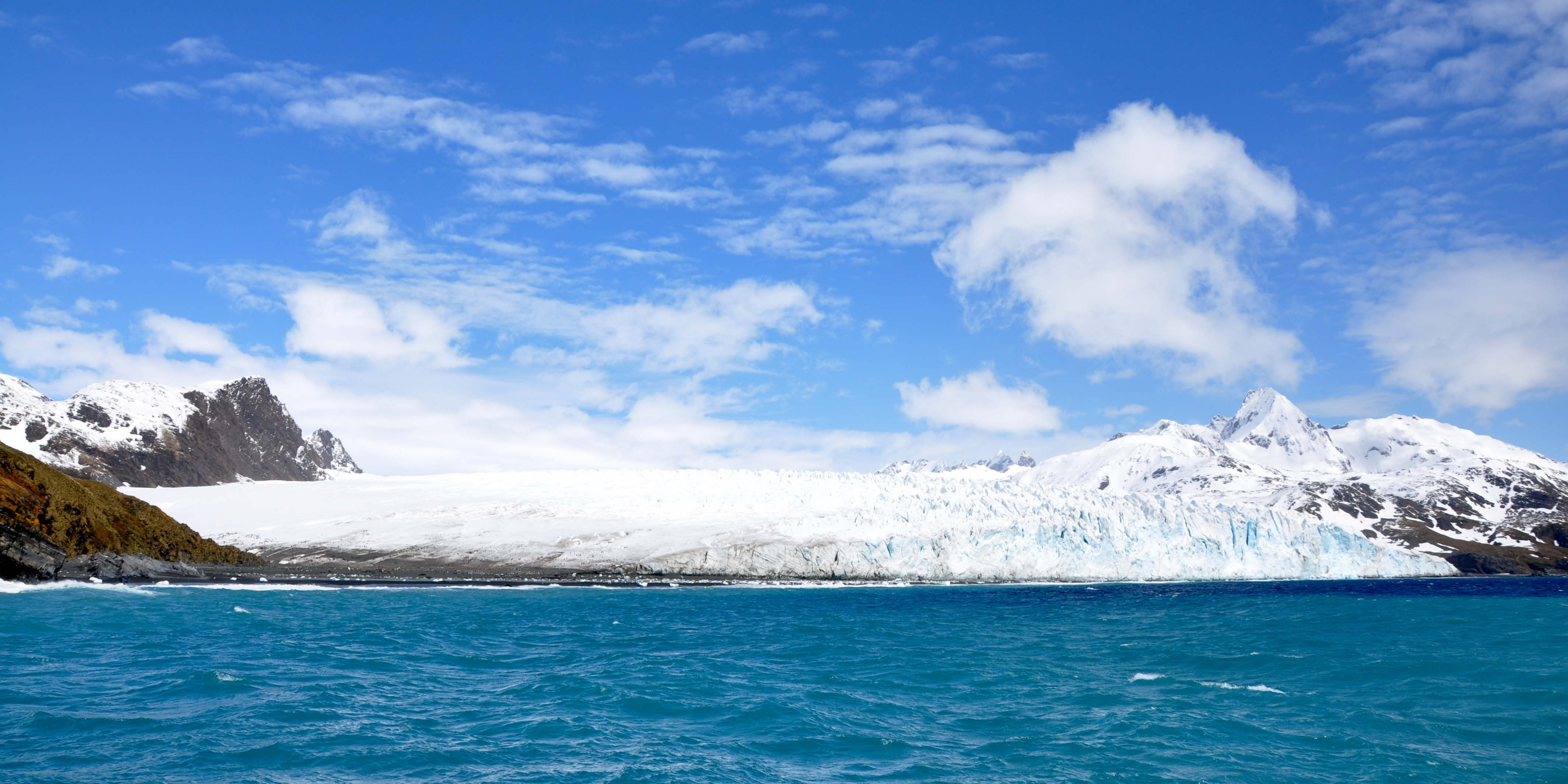

福圖納冰川（英語：Fortuna Glacier）是英國海外領土南喬治亞與南桑威奇群島的冰川，位於南喬治亞島，最終在貝斯特角以西注入昆伯蘭灣，以挪威的捕鯨船命名。